# Polônia nos Jogos Olímpicos de Inverno de 1952
A  Polônia competiu nos Jogos Olímpicos de Inverno de 1952, em Oslo, na Noruega.